# Élections législatives néo-zélandaises de 1981
Les élections législatives néo-zélandaises de 1981 ont lieu le 28 novembre 1981 pour élire 92 députés de la Chambre des représentants.

## Résultats
|                           |                           |           |       |        |               |
| Parti                     | Parti                     | Voix      | %     | Sièges | +/-           |
|                           | Parti travailliste        | 702 630   | 39,01 | 43     | 3             |
|                           | Parti national            | 698 508   | 38,77 | 47     | 4             |
|                           | Parti du crédit social    | 372 056   | 20,65 | 2      | 1             |
|                           | Parti des valeurs         | 3 460     | 0,19  | 0      | en stagnation |
|                           | Autres                    | 24 649    | 1,37  | 0      | en stagnation |
|                           |                           |           |       |        |               |
| Suffrages exprimés        | Suffrages exprimés        | 1 801 303 | 96,81 |        |               |
| Votes blancs et invalides | Votes blancs et invalides | 59 261    | 3,19  |        |               |
| Total                     | Total                     | 1 860 564 | 100   | 92     | en stagnation |
| Abstentions               | Abstentions               | 174 183   | 8,56  |        |               |
| Inscrits / participation  | Inscrits / participation  | 2 034 747 | 91,44 |        |               |